# Aeroporto de Nome
O Aeroporto de Nome (em inglês:  Nome Airport) (IATA: OME, ICAO: PAOM, FAA: OME) é um aeroporto público localizado a 3,7 km a oeste do centro de Nome, uma cidade na Região Censitária de Nome do estado americano do Alasca.

## Facilidades e Aeronaves
O aeroporto de Nome possui duas pistas pavimentadas com asfalto: 3/21, medindo 1.700 x 46 m e 10/28, medindo 1.829 x 46 m.
No período de 12 meses terminado em 1 de novembro de 2008, o aeroporto teve 28 mil operações, uma média de 76 por dia: 54% de táxi aéreo, 36% de aviação geral, 5% de operações agendadas e 5% de operações militares. Havia 71 aeronaves baseadas neste aeroporto: 72% são monomotores, 17% de multimotores, 7% são helicópteros e 4% são militares.
Estacionamento grátis está disponível nesse aeroporto.

## Airport Pizza
No aeroporto há uma pizzaria chamada Airport Pizza. É famosa por usar os voos da Bering Air gratuitamente para entregar pizzas à vilas longínquas do Alasca.

## Linhas aéreas e destinos
- Alaska Airlines (Anchorage, Kotzebue)
- Arctic Transportation Services (Brevig Mission, Elim, Gambell, Golovin, Savoonga, Shishmaref, Teller, Unalakleet, Wales, White Mountain)
- Bering Air (Brevig Mission, Council, Elim, Gambell, Golovin, Kotzebue, Koyuk, Diomedes Menor, Port Clarence, St. Michael, Savoonga, Shaktoolik, Shishmaref, Stebbins, Teller, Tin City, Unalakeet, Wales, White Mountain)[3]
- Frontier Flying Service
- Hageland Aviation Services (Elim, Gambell, Golovin, Savoonga, Shaktoolik, Shishmaref, Stebbins, White Mountain, Brevig Mission, Teller, Wales, Unalakeet)[4]
- Evergreen Helicopters oferece serviços para Wales e Diomedes Menor.

## Voos Charter para a Rússia
- Bering Air para Anadyr e Provideniya.
- Alaska Airlines costumava fazer voos charter para Provideniya até 1998.

## Uso Militar
O aeroporto de Nome foi usado como uma base de transporte durante a II Guerra Mundial, facilitando o transporte de aviões Land-Lease para a União Soviética. Conhecido como "Marks Army Airfield", partilhava as instalações com o aeroporto civil de Nome. Ele também foi usado como um campo de aviação de defesa, em 1942 pels Força Aérea dos Estados Unidos para a costa ocidental do Alasca.
Renomeado como "Base Aérea de Marks", em 1948, foi usado como uma escola de sobrevivência em tempo frio e uma base interceptadora de caças. Marks estava muito perto da URSS para defender o território de caças-interceptadores, então eles foram puxados de volta ao Aeroporto de Galena. Embora a Base Aérea de Marks tenha sido fechada em 1950, um esquadrão da base aérea estava em aeroporto de Nome até dezembro de 1956.